# Шугнанци
Шугнанци (енгл. Shugnis, рус. Шугнанцы) или Хугни, како су још познатији, су народ из памирске групе иранских народа који живи у државама централне Азије, а највећи број њих тренутно живи на просторима Таџикистана.

## Станиште
Хугни су насељени на десној обали ријеке Панџ, од села Дарморахта до села Дашти, као и у долинама ријека Шахдара и Гунда. Две ријеке које се спајају у граду Хорогу и уливају се у ријеку Панџ. Административно, област припада Горно-Бадашаханском аутономном региону у Таџикистану и округу Рошткала. Један дио села Хугна је расељено (Морхона, Марчид, итд.). Дио Хугна је пресељен у село Гарант у округу Колхозабад. Граница коју је успоставио Совјетски Савез пролази кроз територију Хугна тако да дио њихове територије на лијевој обали рјеке Панџ припада Авганистану.

### Подаци о становништу
Према попису из 1926. године, било је 21. 000 припадника овог народа, до 1939. године - 18.600, док други подаци говоре да их је било од 13. 000 до 15. 000. Сматра се да приближно исти број Хугнина живи у Авганистану. Хугни, као и још неки сусједни народи, припадали су Исмаиловцима, а совјетски режим је учинио све како би убрзао асимилацију (стапање са Таџицима).
| Година | Број становништва       |
| ------ | ----------------------- |
| 1926.  | 21 000                  |
| 1939.  | 18 600 (13 000- 15 000) |

## Језик
Језик Шугнанаца, заједно са језицима Рошана, Хуфца, Бартанга, Орошора и Сарикола, формира хугнинско-рошанску или сјеверну групу памирских језика, иранске групе индоевропске породице језика. Ови језици су толико сродни да међусобно разумјевање не представља тешкоће. Шугнанци чине највећу групу међу народима који говоре овим језицима и они су највећи од памирских иранских мањина, који чине више од половине свих памирских мањих народа. Иако су Хугни и њихов језик привукли пажњу академске заједнице раније него други памирски народи, постоји веома мало литературе или публикација које говоре о њима. Први објављени подаци о језику Шугнанаца појављују се у чланку који је написао Р. Шо „На Шигни дијалекту” (On the Shighni (Ghalchah) Dialect) у часопису који говори о азијским друштвима (Journal of the Asiatic Society of Bengal, vol. 46, 1877. године). Значајан број Хугна живи у Кабулу, иако због асимилације полако губе посебан идентитет.

## Историја
Припадници овог народа навикли су на проналажење послова ван свог региона, у узбекистанским градовима Бухара и Фергана, као и градовима Авганистана. У данашњем времену, центар аутономне регије Горно-Бадахшан, Корух, налази се у Шугнану. Недалеко одавде је историјски главни град Бадахшана, Фаизабад, главни центар за трговину и културу, који се данас налази преко границе у Авганистану. Историјски гледано Шунганци се такође помињу у кинеским хроникама у 6.-7. вијеку.

## Писмо и образовање
Писмо Шугнанаца креирано је 1930/1931. године на основу латинске абецеде. Такође, израђен је низ уџбеника и наставних књига за потребе школовања, а неки уџбеници су чак и објављени. Међутим, Шугнанци су само неколико година користили могућност школовања на матерњем језику. Истраживачи овог народа и подручја су примјетили да је школовање овог народа на матерњем језику било непожељно „с обзиром на крајњи циљ, односно успостављање јединственог образовног система на целој територији Таџикистана”. Даље је констатовано да ниједан језик из памирске групе језика није имао никакву перспективу да се користи за школовање; Ниједном од ових језика није било предвиђено да пронађе место на било којој будућој језичкој мапи.
Ситуација са језиком Шугнанаца била је нешто компликованија пошто су они представљали бројчано највећи народ на овим просторима. Шунган је такође административни центар и индустријски развијена област у области Памир (Горно-Бадахшан). Због тога је језик Шугнанаца, заједно са таџичким језиком, постао лингва франка у памирском региону, то јест, главни језик који се употребљава у комуникацији између различитих етничких група. Сви људи, без обзира на националност, који су дошли да раде или студирају у граду Коруху говоре шугнански. Проценат не-памирских народа у Коруху, укључујући и Русе, је висок.